# (17012) 1999 CY80
A (17012) 1999 CY80 a Naprendszer kisbolygóövében található aszteroida. A LINEAR projekt keretében fedezték fel 1999. február 12-én.